# ВЗТМ-5284
ВЗТМ-5284 - Российский высокопольный троллейбус, производства "ВЗТМ". Является модификацией троллейбуса ЗиУ-9. Салон практически не отличается от ЗиУ-9. На этом троллейбусе применяются планетарные двери, от автобуса "ЛиАЗ-5256". На данный момент троллейбусы этой модели эксплуацируются в Коврове, Рязани, Майкопе, Абакане, Ижевске, Новокуйбышевске, Петрозаводске, Калуге и в Волгограде. Эти троллейбусы называют "Лягушками", из-за необычный дизайн.

## Модификации
- ВЗТМ-5284.02

## Описание
ВЗТМ-5284 является высокопольным троллейбусом большой вместимости для внутригородских пассажирских перевозок. Его стальной сварной корпус монтируется на стальном каркасе, состоящем из трубчатой рамы сложной пространственной формы, поперечных ферм и продольных лонжеронов. Корпус имеет три двери: одну узкую в носовой оконечности и две широкие в середине и кормовой оконечности. Двери планетарные, открываются и закрываются автоматически из кабины водителя, посредством электропривода.
Все коммутации силовых цепей из пускотормозных сопротивлений и ТЭД выполняются служебным низковольтным электромотором. Пускотормозные сопротивления ограничивают ток через ТЭД, таким образом, управляя скоростью его вращения и развиваемым им крутящим моментом. ВЗТМ-5284 оснащён мотор-генератором для преобразования входного постоянного напряжения 550 В в низковольтное служебное 24 В. Это преобразование является очень простым — электромотор на 550 В вращает соосный с ним генератор постоянного тока на 24 В. Недостатком такого решения является постоянный шум от работающего мотор-генератора. Однако, хорошая смазка и центровка мотор-генератора позволяют понизить шум до терпимого уровня.